# Solenonotus sulcifer
Solenonotus sulcifer är en insektsart som först beskrevs av Carl Stål 1860.  Solenonotus sulcifer ingår i släktet Solenonotus och familjen näbbskinnbaggar. Inga underarter finns listade i Catalogue of Life.